# Arrondissement de Strasbourg-Ville
L'arrondissement de Strasbourg-Ville est un ancien arrondissement dans le département du Bas-Rhin, en Alsace. Il forme depuis 2015 avec l'arrondissement de Strasbourg-Campagne le nouvel arrondissement de Strasbourg. Il était formé d'une seule commune et sa population était de 274 394 habitants en 2012.

## Composition
La seule commune de l'arrondissement de Strasbourg-Ville était Strasbourg ( code INSEE: 67482).

## Histoire
L'arrondissement de Strasbourg-Ville fut créé en 1919  et dissous en 2015. À la suite de la réorganisation des cantons français entrée en vigueur en 2015, les frontières des cantons ne sont plus liées aux frontières des arrondissements. Les cantons de l'arrondissement de Strasbourg-Ville étaient, en janvier 2015, les suivants:
1. 1er canton de Strasbourg
2. 2e canton de Strasbourg
3. 3e canton de Strasbourg
4. 4e canton de Strasbourg
5. 5e canton de Strasbourg
6. 6e canton de Strasbourg
7. 7e canton de Strasbourg
8. 8e canton de Strasbourg
9. 9e canton de Strasbourg
10. 10e canton de Strasbourg